# Euplocaminae
Euplocaminae es una subfamilia de   lepidópteros glosados del clado Ditrysia perteneciente a la familia Tineidae.

## Géneros
- Euplocamus
- Psecadioides